# Tical cambodgien
Pour les articles homonymes, voir Tical.
Le tical (ou (km) bat បាត) est l'ancienne monnaie du Cambodge entre le XVIe siècle et 1880.
En 1875, sous le protectorat français, est créé le franc cambodgien qui circule conjointement avec le tical, avant leur remplacement par la piastre indochinoise en 1885. 

## Histoire monétaire

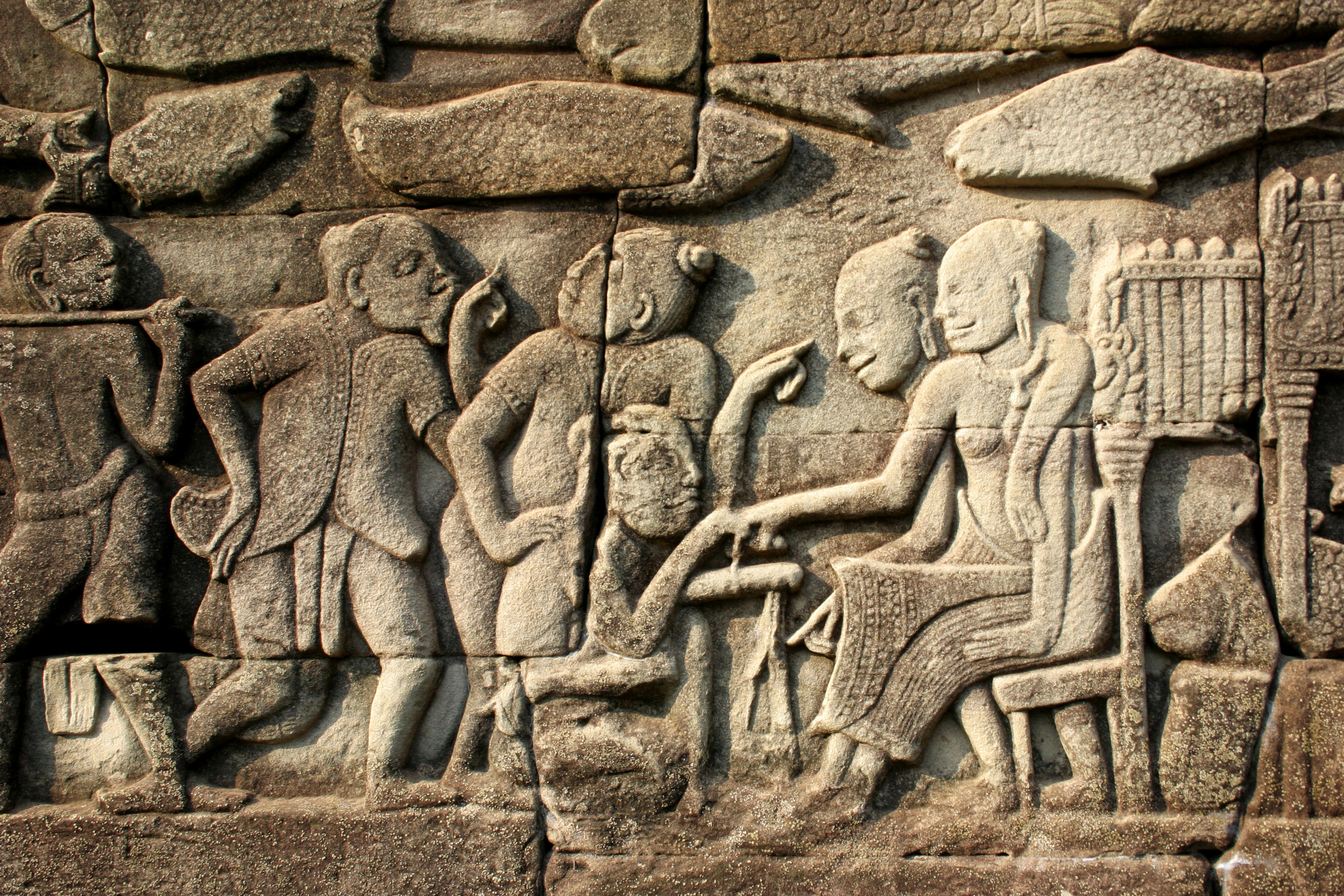
Bas-relief du Bayon (Angkor Thom) : un client achète un poisson à un couple de marchands.

Concernant l'Empire khmer, et jusqu'aux années 1600, en passant par l'ultime sac d'Angkor, les chercheurs, dont parmi les pionniers furent George Groslier et George Cœdès, ne trouvent aucun consensus autour de la question de savoir si un système monétaire y existait et sous quelle forme, en dehors du troc (ou d'un système non identifié), ce qui donne lieu à de nombreuses hypothèses et interrogations. La plupart des recherches récentes sur la numismatique de la péninsule indochinoise tendent cependant à trouver peu probable que les Khmers d'Angkor n'ait pas développé une politique monétaire à l'instar de ses voisins, comme le Siam, la Chine impériale et le Đại Việt, et ce, dès le Xe siècle : par ailleurs, deux découvertes archéologiques récentes démontrent que les royaumes antérieurs, Funan et Chenla, frappaient monnaies. D'autres études, cambodgiennes cette fois, tentent de démontrer que trois types de monnaies ont été utilisées sous l'empire, appelées sleung, nem et kahabanak.
Les premières frappes cambodgiennes remonteraient au roi usurpateur Neay Kan régnant de 1512 à 1529 ; près d'un siècle plus tard, en 1595, le voyageur portugais Gabriel Quiroga de San Antonio note que circulent dans le royaume « trois types de monnaies, de valeurs équivalentes à 1, ½ et ¼ d'unité, prenant l'apparence de rondelle en argent frappée sur une seule face, aux motifs respectifs d'un coq ou d'un paon, d'un serpent, et d'un cœur de lotus ». Ces monnaies ont depuis été parfaitement identifiées : celle au type paon est un tical d'argent pesant 15 g en moyenne, d'influence siamoise, puisque le royaume d'Ayutthaya a vassalisé le Cambodge depuis plus d'un siècle et demi. Le tical est lui-même frappé sur le modèle de la roupie indienne. À la différence de cette dernière, le tical cambodgien n'est frappé que sur une seule face. Le mot « tical » n'est d'ailleurs pas propre au langage khmer : il a été utilisé par les voyageurs occidentaux. Il est toujours en usage au Cambodge comme unité de masse pour peser l'or.
Les subdivisions sont les suivantes : 1 tical (ou bat) = 4 salong = 8 fuang = 32 pe = 64 att.  
Le att est la plus petite unité divisionnaire, elle semble avoir été frappée sous la forme d'une petite monnaie en alliage d'étain. Le demi-tical au type serpent Nāga est la pièce de 2 salong. Les fuang figurent des motifs de crabe ou de couronne. Un type appelé « fleur de lotus » d'après son motif stylisé et sa découpe, présentant également un petit trou au centre, semble produit ultérieurement et son rôle — funéraire/votif ? ludique ? — est encore discuté,.
Après 1600, il est d'usage de considérer les monnaies circulantes dans cette région comme directement produites par le royaume d'Ayutthaya. Des monnaies figurant l'oiseau sacré Hamsa, plus ou moins stylisé, sont alors émises et sont appelées takung takom.
Entre 1847 et 1848, est émise la dernière série type Hamsa avant l'arrivée des Français : on trouve des pièces de 1 att en cuivre, 1 et 2 pe en billon, de 1 fuang en cuivre et billon, et de ¼, 1 et 4 ticals en argent. Les plus petites dénominations restent unifaces. Cette série est frappée ensuite conjointement avec le franc cambodgien au moins jusqu'en 1880, année qui voit l'émission d'une ultime pièce de 2 pe en billon au type du Garuda,,.

Diverses émissions (1550-1880)
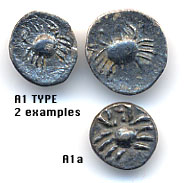
⅛ de fuang au crabe (argent, 0.16 g)
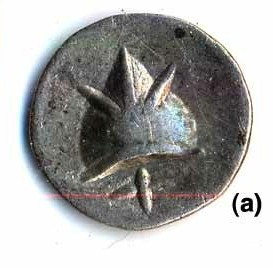
½ fuang à la « couronne » (argent, 0.67 g)
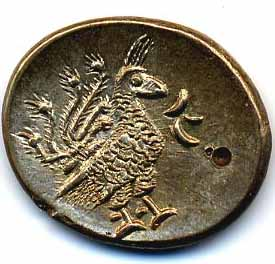
Fuang au paon (billon, 1,37 g)
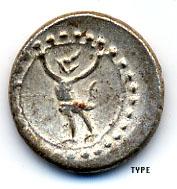
Fuang au Garuda (argent, 1.85 g)
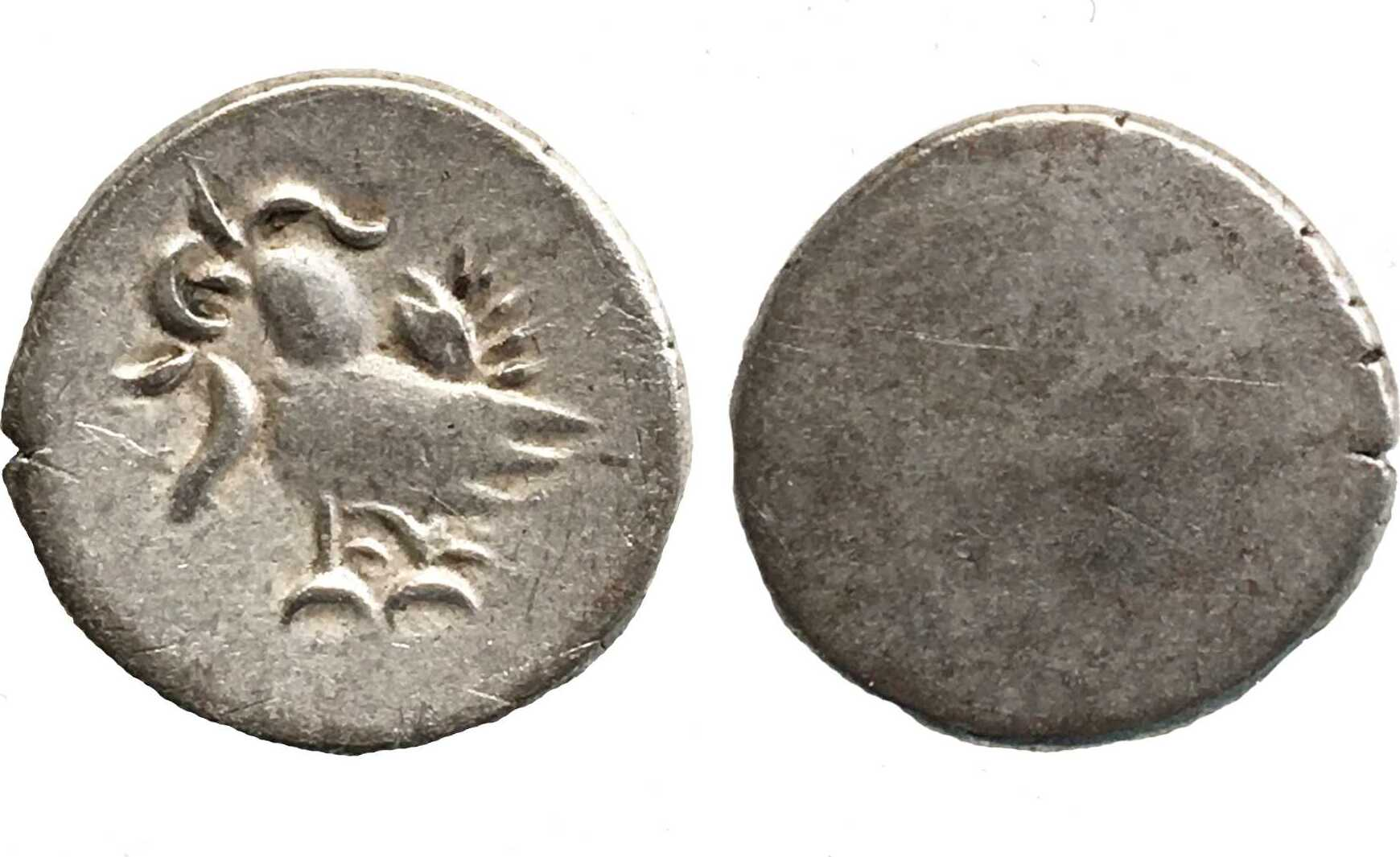
2 pe (½ fuang) type Hamsa
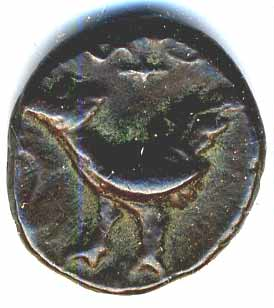
Pe type Hamsa ou coq (bronze, vers 1847)
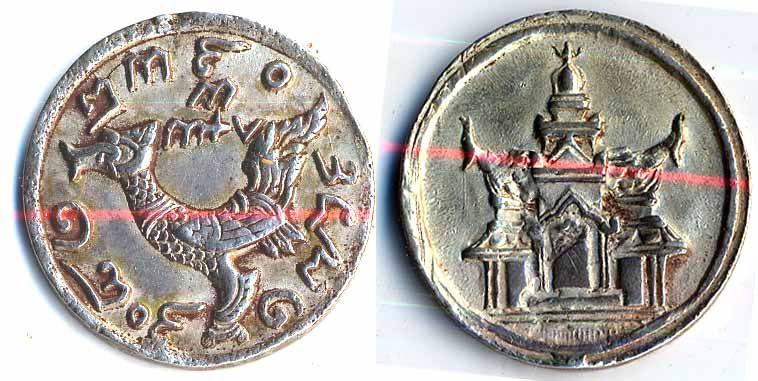
¼ de tical (argent, 1853)